# Tăng Vĩ Quyền
Tăng Vĩ Quyền (giản thể: 曾伟权; phồn thể: 曾偉權; tên tiếng Anh: Savio Tsang Wai Kuen) là nam diễn viên nổi tiếng người Hồng Kông. Anh sinh ngày 22 tháng 11 năm 1960 tại Huệ Châu, Quảng Đông. Ngày 12 tháng 11 năm 2020, trước vài ngày đến sinh nhật của mình, anh trút hơi thở cuối cùng sau bao ngày tháng lặng lẽ chống chọi với căn bệnh ung thư phổi.
Anh được nhiều người biết đến qua các bộ phim của ATV (Đài truyền hình Á Châu), TVB (Công ty Trách nhiệm hữu hạn Phát thanh Truyền hình) và HKTV (Mạng Truyền hình Hồng Kông). Một số bộ phim nổi tiếng mà anh từng tham gia diễn xuất bao gồm Mối hận Kim Bình, Đát kỷ trụ vương, Bố y thần tướng, Song long đại đường,...

## Tiểu sử
Tăng Vĩ Quyền sinh ngày 22 tháng 11 năm 1961 tại Huệ Châu, Quảng Đông. Năm 21 tuổi, anh bắt đầu sự nghiệp nghệ thuật của mình tại Đài Loan.

## Đời tư
Tăng Vĩ Quyền có lối sống khá kín tiếng. Năm 1986, anh và Mai Tiểu Huệ bắt đầu hẹn hò với nhau. Năm cô 21 tuổi, cả hai đã dọn về sống chung với nhau. Tuy nhiên, sau 13 năm sâu đậm, Tăng Vĩ Quyền và Mai Tiểu Huệ đã chia tay nhau. Kể từ sau khi chia tay Mai Tiểu Huệ, do lối sống kép kín của mình nên đời tư của anh cũng không được chia sẻ gì thêm.
Sau khi qua đời, Mai Tiểu Huệ đã rất buồn vì cả hai đã không gặp nhau hơn 10 năm.

## Sự nghiệp diễn xuất

### Công ty Trách nhiệm hữu hạn Phát thanh Truyền hình (TVB)
| Năm  | Tên phim                                        | Tên phim                                     | Tên phim             | Vai diễn                                   | Ghi chú |
| Năm  | Tiếng Việt                                      | Tiếng Anh                                    | Tiếng Trung          | Vai diễn                                   | Ghi chú |
| ---- | ----------------------------------------------- | -------------------------------------------- | -------------------- | ------------------------------------------ | ------- |
| 1991 | Cạm bẫy tình yêu                                | Land of Glory                                | 情陷特區             | Trương Diệu Tổ                             |         |
| 1991 | Sinh hoạt gia đình                              | Family Squad                                 | 卡拉屋企             | Hàn Tiêu                                   |         |
| 1991 | Vận mệnh mê cung                                | A New Life                                   | 命運迷宮             | Nhậm Chí Hào                               |         |
| 1992 | Phá vòng biên giới                              | Beyond Love                                  | 破繭邊緣             | Thẩm Minh Triết                            |         |
| 1992 | Đệ tử Hoàng Phi Hồng                            | Wong Fei Hung Returns                        | 我愛牙擦蘇           | Lương Khoan (Đại đệ tử của Hoàng Phi Hồng) |         |
| 1992 | Cuộc đối đầu sinh tử                            | Crime Fighters                               | 九反威龍             | Trương Thế Kiệt                            |         |
| 1992 | Thủy hử anh hùng truyện                         |                                              | 水滸英雄傳           | Tống Giang                                 |         |
| 1992 | Ái tình luyến khúc chi tình hãm mộng biên duyên |                                              | 愛情戀曲之情陷夢邊緣 | A Duy                                      |         |
| 1993 | Thiên luân                                      | The Link                                     | 天倫                 | Khang Minh                                 |         |
| 1993 | Kim Nha Đại Trạng Sư                            | Man of Wisdom                                | 金牙大狀             | Trác Nhất Ngôn                             |         |
| 1993 | Tinh linh tửu điếm                              |                                              | 精靈酒店             | Điền Trung Thái                            |         |
| 1993 | Tinh võ ngũ hổ chi hùng bá thiên hạ             |                                              | 精武五虎之雄霸天下   | Cung Bản Tiến                              |         |
| 1994 | Anh hùng xạ điêu                                | The Legend of the Condor Heroes              | 射鵰英雄傳           | Quách Khiếu Thiên                          |         |
| 1994 | Mối hận Kim Bình                                | Gentle Reflections                           | 恨鎖金瓶             | Võ Tòng                                    |         |
| 1994 | Nam hiệp Triển Chiêu                            |                                              | 南俠展昭             | Bạch Ngọc Đường                            |         |
| 1994 | Bao Thanh Thiên chi vụ tỏa khai phong           | Justice Pao                                  | 包青天之霧鎖開封     |                                            |         |
| 1995 | Bao Thanh Thiên chi thất tử hộ kinh hoa         | Justice Pao                                  | 包青天之七子護京華   | Bùi Ngạo Thiên                             |         |
| 1995 | Ba nữ cảnh sát thiện xạ                         | Corruption Doesn't Pay                       | 廉政英雌             | Quách Gia An                               |         |
| 1995 | Quan trường danh thám                           | The Fist Of Law                              | 大捕快               | Thượng Tấn                                 |         |
| 1996 | Trương Tam Phong                                | Rise Of The Taiji Master                     | 武当张三丰           | Lạc Tuấn Sơn                               |         |
| 1999 | Ý loạn tình mê                                  |                                              | 意亂情迷             |                                            |         |
| 2000 | Dương Quý phi                                   | The Legend of Lady Yang                      | 楊貴妃               | Dương Quốc Trung                           |         |
| 2001 | Đội hành động liêm chính 2000                   | The ICAC Investigators 2000                  | 廉政追擊             |                                            |         |
| 2001 | Đát kỷ trụ vương                                | Gods of Honour                               | 信陵君               | Hoàng Phi Hổ                               |         |
| 2001 | Cỗ máy thời gian                                | A Step into the Past                         | 尋秦記               | Tín Lăng quân                              |         |
| 2001 | Hương đồng gió nội                              | Country Spirit                               | 酒是故鄉醇           | Cừu Chân / Trương Tử Sơn                   |         |
| 2002 | Người cha tuyệt vời                             | Family Man                                   | 絕世好爸             | Hứa Thừa Chí (Ken)                         |         |
| 2002 | Không thể khuất phục                            | Lofty Waters Verdant Bow                     | 雲海玉弓緣           | Đổng Khiếu Thiên                           |         |
| 2003 | Quá khứ và hiện tại                             | The King Of Yesterday And Tomorrow           | 九五至尊             | Doãn Tự                                    |         |
| 2003 | Hồ sơ tuyệt mật                                 | The 'W' Files                                | 衛斯理               | Tề Bạch                                    |         |
| 2003 | Hạt giống hy vọng                               | Seed of Hope                                 | 俗世情真             | Trịnh Gia Xương (Charles)                  |         |
| 2004 | Giấc mộng hiệp sĩ                               | The Vigilante In The Mask                    | 怪俠一枝梅           | Lâm Thiên Mậu                              |         |
| 2004 | Lương duyên tiền định                           | Lady Fan                                     | 烽火奇遇結良緣       | Dương Phan                                 |         |
| 2004 | Định mệnh tình duyên                            | Hard Fate                                    | 翡翠戀曲             | Tôn Mẫn Lương                              |         |
| 2004 | Song long đại đường                             | Twin Of Brothers                             | 大唐雙龍傳           | Thạch Chi Hiên (Tà Vương)                  |         |
| 2005 | Duyên tình Tây Sương                            | Lost In The Chamber Of Love                  | 西廂奇緣             | Bát Hoàng Gia                              |         |
| 2005 | Bóng vua                                        | The Prince's Shadow                          | 御用閒人             | Tác Lạc Đồ                                 |         |
| 2005 | Số phận bị lãng quên                            | Doomed To Oblivion                           | 鄭板橋               | Hoàng đế Ung Chính                         |         |
| 2005 | Học cảnh hùng tâm                               | The Academy                                  | 學警雄心             | Jimmy                                      |         |
| 2005 | Dấu vết của sự lừa dối                          | Misleading Track                             | 奪命真夫             | Du Thượng Chí (Raymond)                    |         |
| 2005 | Phận nữ long đong                               | Women on the Run                             | 窈窕熟女             | Bác sĩ Cổ Thọ Nguyên                       |         |
| 2005 | Quyền lực đen tối                               | The Charm Beneath                            | 胭脂水粉             | Chúc Hữu Thành                             |         |
| 2005 | Chuyện về chàng Vượng                           | Life Made Simple                             | 阿旺新傳             | Tống Trí Hoán (Charles)                    |         |
| 2005 | Vua thảo dược                                   | The Herbalist's Manual                       | 本草藥王             | Hoàng đế Gia Tĩnh                          |         |
| 2006 | Kỳ án nhà Thanh                                 | A Pillow Case of Mystery                     | 施公奇案             | Nhậm Bình Sinh (Kim Hồ Ly)                 |         |
| 2006 | Đáng mặt nữ nhi                                 | La Femme Desperado                           | 女人唔易做           | Mã Thế Hiên (Pluto)                        |         |
| 2006 | Bố y thần tướng                                 | Face To Fate                                 | 布衣神相             | Chư Cát Bán Lý                             |         |
| 2006 | Cạm bẫy                                         | Dicey Business                               | 賭場風雲             | Tống Trình                                 |         |
| 2007 | Tiêu thập nhất lang                             | Treasure Raiders                             | 蕭十一郎             | Dương Khai Thái                            |         |
| 2007 | Mảnh vườn xanh                                  | The Green Grass of Home                      | 緣來自有機           | Trần Đức Kiên                              |         |
| 2007 | Mẹ vợ thần thánh                                | Heavenly In-Laws                             | 我外母唔係人         | Hải Ca                                     |         |
| 2007 | Cảnh sát tài ba                                 | The Ultimate Crime Fighter                   | 通天幹探             | Chung Quốc Bang                            |         |
| 2007 | Giữa ngã ba đường                               | The Building Blocks of Life                  | 建築有情天           | Matt                                       |         |
| 2008 | Mưu dũng kỳ phùng II                            | The Gentle Crackdown II                      | 秀才愛上兵           | Tô Trấn Đông                               |         |
| 2008 | Đội điều tra đặc biệt                           | D.I.E.                                       | 古靈精探             | La Phương Ca                               |         |
| 2008 | Bằng chứng thép II                              | Forensic Heroes II                           | 法證先鋒II           | Hứa Lập Nhân (Matt)                        |         |
| 2008 | Nữ hoàng cổ phiếu                               | The Money-Maker Recipe                       | 師奶股神             | Chu Ngọc Lân                               |         |
| 2008 | Thiếu niên tứ đại danh bổ                       | The Four                                     | 少年四大名捕         | Triệu Xương (Tề Vương)                     |         |
| 2008 | Quyền lực của đồng tiền                         | When Easterly Showers Fall On The Sunny West | 東山飄雨西關晴       | Lương Sơn Căn                              |         |
| 2009 | ID tinh anh                                     | The Threshold Of A Persona                   | ID精英               | Sir La                                     |         |
| 2009 | Thái Ngạc và Tiểu Phụng Tiên                    | In The Chamber Of Bliss                      | 蔡鍔與小鳳仙         | Mai Lan Phương                             |         |
| 2009 | Con đường phú quý                               | Born Rich                                    | 富貴門               | Mã Thích Cần (Matthew)                     |         |
| 2010 | Ngũ vị nhân sinh                                | The Season of Fate                           | 五味人生             | Quan Chiếu Tinh                            |         |
| 2010 | Thu Hương và Đường Bá Hổ                        | In the Eye of the Beholder                   | 秋香怒點唐伯虎       | Chu Thần Hào                               |         |
| 2010 | Cây to gió lớn                                  | OL Supreme                                   | 女王辦公室           | Luật sư Tăng                               |         |
| 2010 | Tỳ vết của ngọc                                 | Sisters Of Pearl                             | 掌上明珠             | Hà Tường Phát                              |         |
| 2010 | Bí mật của tình yêu                             | The Mysteries of Love                        | 談情說案             | Mạch Chính Lương (Stanley)                 |         |
| 2010 | Nỗi đau người phụ nữ                            | Beauty Knows No Pain                         | 女人最痛             | Lâm Gia Văn (GM)                           |         |
| 2010 | Hình cảnh                                       | Gun Metal Grey                               | 刑警                 | Lục Chí Trung                              |         |
| 2010 | Những vụ án kỳ lạ                               | Twilight Investigation                       | 囧探查過界           | Bùi Cường                                  |         |
| 2011 | Nữ quyền                                        | Grace Under Fire                             | 女拳                 | Đổng Minh                                  |         |
| 2011 | Sóng gió vương triều                            | Relic of an Emissary                         | 洪武三十二           | Từ Huy Tổ (Ngụy Quốc Công)                 |         |
| 2011 | Trường học mật cảnh                             | Yes, Sir. Sorry, Sir!                        | 點解阿Sir係阿Sir     | Nghê Phong (Charles)                       |         |
| 2011 | Tòa án lương tâm                                | Ghetto Justice                               | 怒火街頭             | Nhậm Hạo Thiên                             |         |
| 2011 | Người đàn ông gan dạ                            | Guts of Man                                  | 蓋世孖寶             | Âu Dương Sóc                               |         |
| 2011 | Bằng chứng thép III                             | Forensic Heroes III                          | 法證先鋒III          | Trang Hán Hoa                              |         |
| 2012 | Hoán đổi thân phận                              | Wish and Switch                              | 換樂無窮             | Diệp Nguyên                                |         |
| 2012 | Người cha phú quý                               | Daddy Good Deeds                             | 當旺爸爸             | Lý Quốc Minh (Sir Tê Lợi)                  |         |
| 2012 | Phi hổ                                          | Tiger Cubs                                   | 飛虎                 | Diệp Thọ Huy                               |         |
| 2012 | Bảo vệ nhân chứng                               | Witness Insecurity                           | 護花危情             | Phan Quốc Thành (Sir Phan)                 |         |
| 2012 | Hồi đáo tam quốc                                | Three Kingdoms RPG                           | 回到三國             | Trương Phi (Trương Dực Đức)                |         |
| 2012 | Danh gia vọng tộc                               | Silver Spoon, Sterling Shackles              | 名媛望族             | Phan Học Kì                                |         |
| 2013 | Âm mưu bất thành                                | The Slicing of the Demon                     | 凶城計中計           | Chu Mân                                    |         |
| 2014 | Nội gián ATF                                    | Ruse of Engagement                           | 叛逃                 | Giáo sư King                               |         |
| 2016 | Sự hồi sinh chí mạng                            | Dead Wrong                                   | 致命復活             | Võ Chấn Nam                                |         |
| 2017 | Ẩm thực tranh tài                               | Recipes To Live By                           | 味想天開             | Dịch Vương                                 |         |
| 2017 | Tình thương của mẹ hổ                           | Tiger Mom Blues                              | 親親我好媽           | Cao Nhân                                   |         |
| 2017 | Đội điều tra linh tinh                          | Nothing Special Force                        | 雜警奇兵             | Tào Khoái Lạc                              |         |
| 2017 | Pháp sư bất đắc dĩ                              | The Exorcist's Meter                         | 降魔的               | Tống Nhật Cơ                               |         |
| 2018 | Tìm lại chính mình                              | Threesome                                    | 三個女人一個「因」   | Nguyễn Hoa Quán                            |         |
| 2018 | Nghịch duyên                                    | Daddy Cool                                   | 逆緣                 | Đường Tuấn Hưng                            |         |
| 2018 | Thâm cung kế                                    | Deep in the Realm of Conscience              | 宮心計2深宮計        | Võ Du Kỵ                                   |         |
| 2018 | Thiên mệnh                                      | Succession War                               | 天命                 | Ái Tân Giác La Vĩnh Tuyền                  |         |
| 2018 | Đội cứu hộ sinh tử                              | Life on the Line                             | 跳躍生命線           | Hà Vịnh Luân                               |         |
| 2018 | Sàn đấu huynh đệ                                | Fist Fight                                   | 兄弟                 | Trần Lai                                   |         |
| 2019 | Truy tìm nàng giọng cao                         | Finding Her Voice                            | 牛下女高音           | Ngô Quốc Lương (Hắc Tử)                    |         |
| 2019 | Giải quyết sư                                   | The Man Who Kills Troubles                   | 解決師               | Ngao Hy Thần Hậu Phủ                       |         |
| 2020 | Bằng chứng thép IV                              | Forensics Heroes IV                          | 法證先鋒IV           | Cố Vĩnh Kiện                               |         |
| 2020 | Mất dấu 3                                       | Line Walker: Bull Fight                      | 使徒行者3            | Nhậm Thượng Vũ                             |         |
| 2022 | Anh hùng thiết quyền                            | The Righteous Fists                          | 鐵拳英雄             |                                            |         |

### Khác
- Cửu u Truy hồn kiếm (1982)
- Gia Cát Lượng (1985)
- Bát tiên (1985)
- Story of the Water Margin (1992)
- Vân hải ngọc cung duyên (2003)
- Đỗ trường phong vân (2006)
- Đường vận ba ba (2011)